# Мачі Коро
Мачі Коро (яп. 街コロ, «місто гральних кубиків») — настільна гра в жанрі симулятора містобудування, розроблена японським ігровим дизайнером Масао Суганумою, проілюстрована художником Нобору Хоттою та вперше опублікована японською компанією «Grounding, Inc» в 2012 році. Гра полягає в тому, що кожен гравець, використовуючи наявні в нього монети, будує нові об'єкти в своєму місті, які можуть приносити дохід або дозволяють забирати монети в інших гравців. Кожен гравець ходить по черзі, і під час кожного ходу кидає кубики, які вирішують які саме збудовані об'єкти активуються під час цього ходу. Переможцем стає той гравець, який першим збудує всі чотири (в оригінальній версії) або шість (в доповненні) визначні об'єкти.
Гра отримала декілька нагород, зокрема в 2015 році отримала «Geekie Award» як найкраща настільна гра. В тому ж році «Мачі Коро» номінувалась на конкурси Spiel des Jahres та As d'Or - Jeu de l'Année.
Були випущені два великі розширення гри в 2012 та 2015 роках, леґасі-версія в 2019 році, а також окрема гра «Machi Koro Bright Lights, Big City» в 2016 році, заснована на тій же ігровій механіці. Існують версії гри такими мовами: англійська, українська, грецька, іспанська, італійська, китайська, корейська, нідерландська, німецька, російська, турецька, французька, чеська, японська.
В 2024 році гра була видана в Україні в другій версії під назвою «Наші Міста: Мачі Коро 2» від видавництва ROZUM. В версії 2.0 Мачі Коро отримала більш збалансовані та складні правила, які занурять в нові емоції від гри як її фанатів так і новачків.

## Ігровий процес
Кожен гравець вступає в роль мера свого міста і починає розвивати його, намагаючись стати першим з гравців, хто побудує всі чотири або шість визначних об'єктів. Хід по черзі переходить від одного гравця до іншого і кожен гравець під час свого ходу кидає один чи два кубики. В кожного гравця є побудовані в його місті об'єкти, які позначаються картками. На кожній картці є число. Коли на кубиках випадає якесь число, активуються картки, на яких написано це число. Активовані картки дозволяють взяти певну кількість монет із банку або в іншого гравця, або зробити іншу дію. Зароблені монети гравець може витратити на купівлю ще одного об'єкта (картки) до свого міста або побудови якогось із визначних об'єктів. Хід гравця складається з трьох етапів: кидання кубиків, збирання доходу та побудова ще одного об'єкта.
Існує п'ять видів карток, які відрізняються кольором та характеристиками:
- Визначні об'єкти: кожен гравець на початку гри має чотири або шість непобудованих визначних об'єктів, які можуть бути побудовані протягом гри. Перший гравець, який збудував всі чотири або всі шість визначних об'єктів, стає переможцем. Кожен побудований визначний об'єкт додає гравцю певну здібність, наприклад можливість кидати два кубики замість одного, або перекидувати кубики за бажання.
- Первинна промисловість (сині картки): об'єкти, серед яких ферми, шахти, рибальські човни та інші подібні об'єкти, які дають гравцю певну кількість монет коли будь-хто (він сам або інший гравець) викидує на кубиках число, що збігається із числом на картці.
- Вторинна та третинна промисловість (зелені картки): об'єкти, серед яких фабрики, магазини та інші подібні об'єкти, які дають гравцю певну кількість монет лише коли він сам або викидує на кубиках число, що збігається із числом на картці.
- Заклади харчування (червоні картки): об'єкти, які є ресторанами або іншими подібними закладами, які дають гравцю можливість забрати певну кількість монет в іншого гравця, коли цей інший гравець викидує на кубиках число, що збігається із числом на картці.
- Важливі установи (фіолетові картки): великі об'єкти, такі як стадіони, телецентри або бізнес-центри, які дають гравцю, який викинув на кубиках число, що збігається із числом на картці, можливість забрати велику кількість монет в інших гравців або здійснити іншу дію. Ці картки вносять до гри елемент стратегічності, наприклад гравці мають вибрати: накопичувати монети на дорогі об'єкти, ризикуючи що інший гравець їх забере, або ж не ризикувати і одразу витрачати їх на дешеві об'єкти, які, однак, не принесуть стільки ж користі, скільки дорогі.

## Розширення
До гри «Мачі Коро» були випущені два великих розширення. В першому з них, «Harbor Expansion» (яп. 街コロプラス), випущеному в 2012 році, кількість визначних об'єктів збільшилась з чотирьох до шести, а максимальна кількість гравців збільшилась з чотирьох до п'яти. Були введені деякі нові правила задля покращення ігрового процесу. Також, були додані нові об'єкти, в основному пов'язані із рибальством та судноплавством. Друге розширення, «Millionaire's Row» (яп. 街コロシャープ), було випущене в 2015 році. В ньому були додані деякі нові об'єкти, пов'язані із високими технологіями та із розкішшю. Крім того, були внесені зміни до ігрової механіки: тепер об'єкти можуть тимчасово закриватись. В 2015 році в США була випущена версія «Deluxe Edition», в якій поєднувалась оригінальна гра та обидва розширення.
В 2016 році була випущена окрема гра «Machi Koro Bright Lights, Big City», в якій поєднувались деякі картки з оригінальної гри та з розширень. В 2019 році компанія «Pandasaurus Games» випустила леґасі-версію гри, «Machi Koro Legacy», в якій правила гри та ігровий процес кожного разу, коли в неї грають, був різний.